# Antajé
Antajé es una localidad argentina ubicada en el departamento Banda de la provincia de Santiago del Estero. Se desarrolla linealmente a lo largo de la ruta provincial 172, 14 km al oeste de Clodomira. La Comisión municipal fue creada en 2009.
En esta localidad nacieron o se criaron los gobernadores Absalón Rojas, Maximio Ruiz y Adolfo Ruiz, y allí pasó sus primeros años y sirvió de inspiración al poeta Ricardo Rojas. Es una zona agrícola. En la capilla se celebra anualmente una procesión a San Roque con mascotas. Dicha capilla fue declarada monumento histórico provincial.

## Población
Cuenta con 210 habitantes (Indec, 2010), lo que representa un incremento del 18,6% frente a los 177 habitantes (Indec, 2001) del censo anterior.
| Gráfica de evolución demográfica de Antajé entre 1991 y 2010 |
|                                                              |
| Fuente: Censos nacionales del INDEC                          |

## Sismicidad
La sismicidad del área de Santiago del Estero es frecuente y de intensidad baja, y un silencio sísmico de terremotos medios a graves cada 40 años.
El 4 de julio de 1817 (207 años), sismo de 1817 de 7,0 Richter, con máximos daños reportados al centro y norte de la provincia, donde se desplomaron casas y se produjo agrietamiento del suelo, los temblores duraron alrededor de una semana. Se estimó una intensidad de VIII grados Mercalli. Hubo licuefacción con grandes cantidades de arena en las fisuras de hasta 1 m de ancho y más de 2 m de profundidad. En algunas de las casas sobre esas fisuras, el terreno quedó cubierto de más de 1 dm de arena.
Aunque la actividad geológica ocurre desde épocas prehistóricas, el sismo del 20 de marzo de 1861 (164 años) señaló un hito importante dentro de la historia de eventos sísmicos argentinos ya que fue el más fuerte registrado y documentado en el país. A partir del mismo la política de los sucesivos gobiernos provinciales y municipales han ido extremando cuidados y restringiendo los códigos de construcción. Pero solo con el terremoto de San Juan de 1944 del 15 de enero de 1944 (81 años) los Estados provinciales tomaron real estado de la gravedad sísmica de la región.